# Zonas de Pacificação dos Camarões
As Zonas de Pacificação dos Camarões (em francês:  Zones de pacification du Cameroun; ZOPAC) foram regiões dos Camarões Franceses onde a administração colonial francesa implementou estratégias militares e administrativas específicas para combater os movimentos de independência, nomeadamente a União das Populações dos Camarões (UPC).

## Contexto
Na década de 1950, Camarões sob domínio francês foi marcado por crescentes tensões políticas, com o surgimento de movimentos nacionalistas que reivindicavam a independência. O UPC, principal partido pró-independência, foi banido em 1955, o que levou à intensificação da luta, incluindo ações de guerrilha. Em resposta, as autoridades francesas estabeleceram zonas de pacificação, com o objetivo de restaurar a ordem e controlar a população.

## Implementação e objetivos
As ZOPACs foram criadas em 1958 em resposta à deterioração da situação de segurança, particularmente na região de Sanaga-Maritime. O principal objetivo era pacificar áreas consideradas focos de rebelião, utilizando uma combinação de meios militares, de inteligência e ações psicológicas. Daniel Doustin, Delegado-Geral do Alto Comissário, desempenhou um papel fundamental na concepção e implementação desta estratégia.

## Estratégias e métodos
As ZOPACs caracterizavam-se por uma presença militar reforçada, com operações de busca, patrulhas e emboscadas.
Foi dada especial atenção à recolha de informações para identificar e neutralizar elementos rebeldes. As autoridades francesas também recorreram a métodos de controle populacional, como reagrupamentos de aldeias. Propaganda e ações psicológicas foram utilizadas para desacreditar a UPC e mobilizar a população para a causa francesa.

## Consequências e controvérsias
As ZOPACs foram cenário de violações de direitos humanos, incluindo prisões arbitrárias, torturas e execuções extrajudiciais.
O uso de forças auxiliares, como a Guarda Cívica Nacional, também foi fonte de abusos. A estratégia das ZOPACs permanece controversa, com alguns considerando-a uma resposta necessária à violência, enquanto outros a denunciam como uma política repressiva.

## Testemunhos e memórias
Relatos contemporâneos e pesquisas recentes de historiadores como Thomas Deltombe e Karine Ramondy destacam o sofrimento sofrido pelas populações civis nas ZOPACs.